# Neosybra hachijoensis
Neosybra hachijoensis là một loài bọ cánh cứng trong họ Cerambycidae.